# 1825 en musique
| \| • Retour à la chronologie générale de la musique populaire • \| |
| XXIe siècle • XXe siècle • XIXe siècle • XVIIIe siècle XVIIe siècle • XVIe siècle • XVe siècle • XIVe siècle XIIIe siècle • XIIe siècle • XIe siècle • Xe siècle IXe siècle • VIIIe siècle • Haut Moyen Âge • Rome • Grèce |
| • Retour à la chronologie générale de la musique populaire • |

| • Retour à la chronologie générale de la musique populaire • |

| Années de la musique populaire : 1822 - 1823 - 1824 - 1825 - 1826 - 1827 - 1828    |
| Décennies de la musique populaire : 1790 - 1800 - 1810 - 1820 - 1830 - 1840 - 1850 |

## Événements et œuvres
- The Song of the Western Men, chanson nationaliste cornique, publiée anonymement, composée par Robert Stephen Hawker.
- Joseph Mahé, Essai sur les Antiquités du département du Morbihan, Vannes, avec un chapitre de 21 pages consacré aux « Chants populaires du Morbihan » : y figurent 40 mélodies profanes à une voix, notées sans paroles, et une étude musicologique sur les modes et l'usage des chants populaires.
- Friedrich Silcher met en musique le poème Der gute Kamerad, complainte traditionnelle des forces armées allemandes, en général citée sous le titre Ich hatt' einen Kameraden (J'avais un camarade) qui en est le premier vers.
- Apparition en anglais du terme tin-whistle pour désigner une flûte droite à six trous, généralement en métal, couramment utilisée dans la musique des îles Britanniques.

- Date précise inconnue :
  - vers 1825 : Der treue Husar (Le fidèle hussard), chanson de soldat populaire allemande.

## Naissances
- 1er février : Francis Child, folkloriste américain, qui rassemble une collection de chansons folkloriques, les Child Ballads († 11 septembre 1896).
- 12 juin : Gustave Baneux, corniste et compositeur français, auteur de polkas, quadrilles, valses, musique de scène et musique pour chansons († 27 mars 1878).